# AG2R Prévoyance/2007

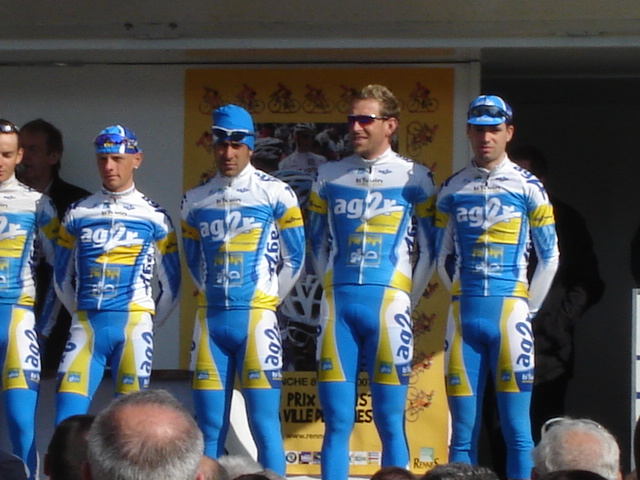
Deel van de AG2R-ploeg voor de start van de GP Rennes 2007

Deze pagina geeft een overzicht van de wielerploeg Ag2r Prévoyance in 2007.
| Naam                                      | Geboortedatum | Nationaliteit | Ploeg 2006     |
| ----------------------------------------- | ------------- | ------------- | -------------- |
| José Luis Arrieta                         | 15-06-1971    | Spanje        |                |
| Alexandre Aulas (Stagiair vanaf 01-08)    | 07-04-1986    | Frankrijk     | -              |
| Sylvain Calzati                           | 01-07-1979    | Frankrijk     |                |
| Philip Deignan                            | 07-09-1983    | Ierland       |                |
| Cyril Dessel                              | 29-11-1974    | Frankrijk     |                |
| Renaud Dion                               | 06-01-1978    | Frankrijk     |                |
| Samuel Dumoulin                           | 20-08-1980    | Frankrijk     |                |
| Hubert Dupont                             | 13-11-1980    | Frankrijk     |                |
| Martin Elmiger                            | 23-09-1978    | Zwitserland   | Phonak         |
| John Gadret                               | 22-04-1979    | Frankrijk     |                |
| Simon Gerrans                             | 16-05-1980    | Australië     |                |
| Stéphane Goubert                          | 13-03-1970    | Frankrijk     |                |
| Tanel Kangert (Stagiair vanaf 01-08)      | 11-03-1987    | Estland       | -              |
| Joeri Krivtsov                            | 07-02-1979    | Oekraïne      |                |
| Julien Loubet                             | 11-01-1985    | Frankrijk     |                |
| René Mandri                               | 20-01-1984    | Estland       | Auber 93       |
| Laurent Mangel                            | 22-05-1981    | Frankrijk     |                |
| Lloyd Mondory                             | 26-04-1982    | Frankrijk     |                |
| Christophe Moreau                         | 12-04-1971    | Frankrijk     |                |
| Carl Naibo                                | 17-08-1982    | Frankrijk     |                |
| David Navas                               | 10-06-1974    | Spanje        |                |
| Jean-Patrick Nazon                        | 18-01-1977    | Frankrijk     |                |
| Rinaldo Nocentini                         | 25-09-1977    | Italië        | Acqua & Sapone |
| Stéphane Poulhies                         | 26-06-1985    | Frankrijk     |                |
| Christophe Riblon                         | 17-01-1981    | Frankrijk     |                |
| Nicolas Rousseau                          | 16-03-1983    | Frankrijk     | beloften       |
| Jean-Charles Sénac (Stagiair vanaf 01-08) | 23-05-1985    | Frankrijk     | -              |
| Blaise Sonnery                            | 21-03-1985    | Frankrijk     | beloften       |
| Ludovic Turpin                            | 22-03-1975    | Frankrijk     |                |
| Aljaksandr Oesaw                          | 27-08-1977    | Wit-Rusland   |                |

## Overwinningen
Tour Down Under
Martin Elmiger
Ronde van de Middellandse Zee
4e etappe: Rinaldo Nocentini
Paris-Nice
1e etappe: Jean-Patrick Nazon
GP Miguel Indurain
Rinaldo Nocentini
Circuit de Lorraine
1e etappe: Ludovic Turpin
GP Plumelec
Simon Gerrans
GP Kanton Aargau
John Gadret
Dauphiné Libéré
2e etappe: Christophe Moreau
4e etappe: Christophe Moreau
Eindklassement: Christophe Moreau
Route du Sud
1e etappe: Jean-Patrick Nazon
Nationale kampioenschappen
Frankrijk (wegrit): Christophe Moreau
Tour de l'Ain
3e etappe: John Gadret
Eindklassement: John Gadret
Tour de Limousin
4e etappe: Aljaksandr Oesaw
Ronde van de Toekomst
1e etappe: Stéphane Poulhies
Ronde van de Somme
Christophe Riblon
GP d'Isbergues
Martin Elmiger
2000 · 2001 · 2002 · 2003 · 2004 · 2005 · 2006 · 2007 · 2008 · 2009 · 2010 · 2011 · 2012 · 2013 · 2014 · 2015 · 2016 · 2017 · 2018 · 2019 · 2020 · 2021 · 2022 · 2023 · 2024 · 2025
AG2R-La Mondiale · Astana · Bouygues Télécom · Caisse d'Epargne · Cofidis, Le Crédit par Téléphone · Crédit Agricole · Team CSC · Discovery Channel Pro Cycling Team · Euskaltel-Euskadi · La Française des Jeux · Team Gerolsteiner · Lampre - Fondital · Liquigas - Bianchi · Predictor-Lotto · Quick·Step - Innergetic · Rabobank · Saunier Duval - Prodir · Team Milram · T-Mobile Team · Unibet.com